# 出入国在留管理庁
出入国在留管理庁（しゅつにゅうこくざいりゅうかんりちょう、英語: Immigration Services Agency of Japan）は、日本の行政機関のひとつ。出入国管理、中長期在留者および特別永住者の在留管理、外国人材の受け入れ、難民認定などの外国人関連の行政事務を併せて管轄する法務省の外局である。日本語略称・通称は、入管庁（にゅうかんちょう）。
法務省の内部部局であった入国管理局（にゅうこくかんりきょく、略称：入管〈にゅうかん〉、英語: Immigration Bureau）を前身としている。

## 概説
法務省の外局である出入国在留管理庁は出入国管理行政を所管しており、地方出入国在留管理局（8局）、同支局（7局）、出張所（61か所）及び入国管理センター（2か所）が設置されている。なお東京都小笠原村においては、国土交通省の特別の機関である小笠原総合事務所が東京出入国在留管理局の一部業務を預かる形で担当している。
「出入国在留管理基本計画」及び「出入国管理基本計画」に基づいて外国人の入国及び在留の管理に関する施策を実施している。

## 歴史
昭和初期まで、日本の出入国管理は、内務省の所管であり、1918年（大正7年）の「外国人入国ニ関スル件」、1939年（昭和14年）の「外国人ノ入国、滞在及退去ニ関スル件」の内務省令によって、地方長官（道府県知事）と外事警察（外事課）によって、外国人に対する取締り活動が警察活動の一環として実施されていた。
第二次世界大戦後の1947年（昭和22年）に内務省が解体、廃止され、外国人の出入国管理は連合国軍最高司令官総司令部（GHQ）の管理下に置かれていたが、1951年（昭和26年）にGHQの勧告によって、アメリカ合衆国移民法の影響を受けた出入国管理令がポツダム命令として制定された。同令は、「ポツダム宣言の受諾に伴い発する命令に関する件に基く外務省関係諸命令の措置に関する法律（昭和27年4月28日法律第126号）」第4条によって、「法律としての効力を有するもの」とされ、更に難民の地位に関する条約等への加入に伴う出入国管理令その他関係法律の整備に関する法律（昭和56年6月12日法律第86号）により出入国管理及び難民認定法に改題され現在も有効である。
1949年（昭和24年）に、外務省管理局に「入国管理部」が設置され、更に外務省の外局として「出入国管理庁」が発足した、その後の外務省の外局としての「入国管理庁」を経て、外務省から法務を所管する官庁である法務省に移管された。
このような変遷を経た出入国管理当局の、当時の主な行政課題は在日朝鮮人の管理、取締りであった。なお、敗戦によって朝鮮半島は、日本の管理から除外され、在日朝鮮人は、外国人登録令の対象になるが法的に在留外国人となるのは、サンフランシスコ平和条約発効の時点である。
外務省の外局として発足した経緯から、1990年代前半までは本省入管局長に外務省からの出向者が、ナンバー2である官房審議官に検事が充てられるなど法務省内における「外様扱い」が続いた。その後入管行政の需要対応強化のため、1990年代後半以降はその逆（本省局長が検察官、審議官が外務官僚出身者）となり、さらに2019年までは国家公務員Ⅰ種試験で採用されたプロパーである法務キャリアが局長以下、官房審議官、各課室長を占め、充職検事は局内に1名のみにまで減少していた。
出入国在留管理庁発足時点では、次長、総務課長、出入国管理部審判課長が充職検事である。
日本国の人口減少および労働力不足に対応すべく、政府では留学生30万人計画、技能実習制度による外国人人口の拡大が見込まれることから、出入国管理の見直しが進められ、外国人の出入国及び在留の公正な管理に関する施策を総合的に推進するため2019年4月1日より出入国在留管理庁が設置され、入国管理局は廃止となった。出入国在留管理庁は、所掌事務に「出入国及び外国人の在留の公正な管理を図ることに関連する特定の内閣の重要政策に関する内閣の事務を助けること」を任務とすることが追加され、出入国、在留管理についての政府内の取りまとめを行うことになった。
体制の変更については、「このような入国管理体制の強化により、今までの在留資格の水際対策だけでなく、近年増加しつつある不法滞在者の摘発などをより総合的に実施できるようになった」との評論がされている。

## 沿革

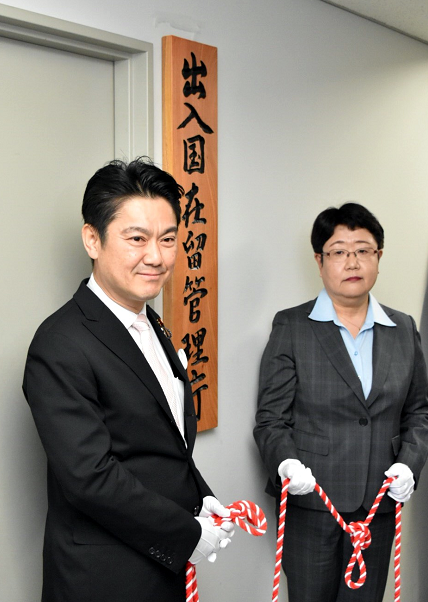
出入国在留管理庁の看板除幕式（2019年4月1日、中央合同庁舎第六号館にて）

1949年（昭和24年）
8月10日：外務省管理局に「入国管理部」が設置される。
1950年（昭和25年）
10月1日：外務省の外局として「出入国管理庁」が設置される（入国管理部は廃止）。これに伴い、外国人登録業務が法務府民事局から移管される。
1951年（昭和26年）
11月1日：外務省の外局として「入国管理庁」が設置される（出入国管理庁は廃止）。
1952年（昭和27年）
8月1日：法務省の内部部局へ移行し「法務省入国管理局」となる（入国管理庁は廃止）。
1981年（昭和56年）
4月1日：地方支分部局の整理により、各地に置かれていた出先機関の「入国管理事務所」が「地方入国管理局」に再編される。
1982年（昭和57年）
4月6日：法務省入国管理局総務課に「難民認定室」が設置される。
2005年（平成17年）
5月16日：学識経験者等の中から法務大臣が任命する「難民審査参与員」制度（若干名・非常勤）が施行される。
2019年（平成31年）
4月1日：法務省の外局として「出入国在留管理庁」が設置される（法務省入国管理局は廃止）。地方入国管理局は、地方出入国在留管理局として出入国在留管理庁の地方支分部局となる。

## 組織

### 幹部
- 長官
- 次長
- 公文書監理官（充）
- 審議官（2名、総合調整担当・国際担当）

### 内部組織
- 総務課
  - 出入国在留監査指導室
  - 情報システム管理室
- 政策課
  - 外国人施策推進室
  - 政策調整官
- 出入国管理部
  - 出入国管理課
    - 難民認定室

  - 審判課
  - 警備課
- 在留管理支援部
  - 在留管理課
    - 在留管理業務室
    - 在留審査調整官

  - 在留支援課
    - 支援企画官

  - 情報分析官
- 参事官（3）

### 施設等機関
- 入国者収容所東日本入国管理センター
- 入国者収容所大村入国管理センター

### 地方支分部局
- 札幌出入国在留管理局
  -     - 函館出張所
    - 旭川出張所
    - 釧路港出張所
    - 稚内港出張所
    - 千歳苫小牧出張所
- 仙台出入国在留管理局
  -     - 青森出張所
    - 盛岡出張所
    - 仙台空港出張所
    - 秋田出張所
    - 酒田港出張所
    - 郡山出張所
- 東京出入国在留管理局
  -     - 水戸出張所
    - 宇都宮出張所
    - 高崎出張所
    - さいたま出張所
    - 千葉出張所
    - 松戸出張所
    - 立川出張所
    - 新潟出張所
    - 甲府出張所
    - 長野出張所
    - 新宿出張所

  - 成田空港支局

  - 羽田空港支局
  - 横浜支局
    - 川崎出張所
- 名古屋出入国在留管理局
  -     - 富山出張所
    - 金沢出張所
    - 福井出張所
    - 岐阜出張所
    - 静岡出張所
    - 浜松出張所
    - 豊橋港出張所
    - 四日市港出張所

  - 中部空港支局
- 大阪出入国在留管理局
  -     - 大津出張所
    - 京都出張所
    - 舞鶴港出張所
    - 奈良出張所
    - 和歌山出張所

  - 関西空港支局
  - 神戸支局
    - 姫路港出張所
- 広島出入国在留管理局
  -     - 境港出張所
    - 松江出張所
    - 岡山出張所
    - 福山出張所
    - 広島空港出張所
    - 下関出張所
    - 周南出張所
- 高松出入国在留管理局
  -     - 徳島出張所
    - 松山出張所
    - 高知出張所
- 福岡出入国在留管理局
  -     - 北九州出張所
    - 博多港出張所
    - 福岡空港出張所
    - 佐賀出張所
    - 長崎出張所
    - 対馬出張所
    - 熊本出張所
    - 大分出張所
    - 宮崎出張所
    - 鹿児島出張所

  - 那覇支局
    - 那覇空港出張所
    - 宮古島出張所
    - 石垣港出張所
    - 嘉手納出張所

## 旧入国管理局の組織

### 幹部
- 局長
- 官房審議官（入国管理局担当）

### 内部組織
- 参事官
- 総務課
  - 難民認定室
  - 出入国管理情報官
  - 入国管理企画官
  - 出入国情報分析官
  - 入国管理調整官
- 入国在留課
  - 審査指導官
- 審判課
- 警備課
  - 警備指導官
- 登録管理官

### 施設等機関
- 入国者収容所東日本入国管理センター
- 入国者収容所西日本入国管理センター（2015年廃止）
- 入国者収容所大村入国管理センター

### 地方支分部局
- 札幌入国管理局
- 仙台入国管理局
- 東京入国管理局
  - 成田空港支局
  - 羽田空港支局
  - 横浜支局
- 名古屋入国管理局
  - 中部空港支局
- 大阪入国管理局
  - 関西空港支局
  - 神戸支局
- 広島入国管理局
- 高松入国管理局
- 福岡入国管理局
  - 那覇支局

## 所管法人・財政
法務省の該当の項を参照

## 歴代法務省出入国在留管理庁長官等
- 事務代理・事務取扱の掲載は局長等空位の場合のみとし、病気・海外出張時の一時的なものは記載しない。
- 「在任中の官職」欄に「検事」とあるものはいずれも法務事務官との兼官・併任でなく、法務省入国管理局長職をいわゆる充職としている。
- 入国管理局生抜き（プロパー）の局長については氏名を太字表示とする。
- 出入国管理庁長官・鈴木一の入国管理庁長官への就任については入国管理庁設置令（昭和26年政令第320号）附則第2項の経過措置規定[注 1]に基づく自動的な継続在任とされ、別途「入国管理庁長官に任命する」旨の就任辞令は発出されなかった。

| 就任年月日                     | 氏名                     | 在任中の官職             | 前職                                                               | 後職                                                                                 |
| 外務省管理局入国管理部長       | 外務省管理局入国管理部長 | 外務省管理局入国管理部長 | 外務省管理局入国管理部長                                           | 外務省管理局入国管理部長                                                             |
| ------------------------------ | ------------------------ | ------------------------ | ------------------------------------------------------------------ | ------------------------------------------------------------------------------------ |
| 1949年8月10日                  | 矢口麓藏                 | 外務事務官               | 連絡調整中央事務局第三部長                                         | 外務省研修所勤務                                                                     |
| 1950年8月19日                  | 田中三男                 | 外務事務官               | 神戸連絡調整事務局長                                               | 出入国管理庁第一部長                                                                 |
| 出入国管理庁長官（外務省）     |                          |                          |                                                                    |                                                                                      |
| 1950年10月1日                  | 鈴木一                   | 出入国管理庁長官         | 侍従次長兼総理府事務官                                             | 入国管理庁長官                                                                       |
| 入国管理庁長官（外務省）       |                          |                          |                                                                    |                                                                                      |
| 1951年11月1日                  | 鈴木一                   | 入国管理庁長官           | 出入国管理庁長官                                                   | 法務省入国管理局長                                                                   |
| 法務省入国管理局長             |                          |                          |                                                                    |                                                                                      |
| 1952年8月1日                   | 鈴木一                   | 法務事務官               | 入国管理庁長官                                                     | 農林省畜産局競馬部監理課→日本中央競馬会副理事長                                      |
| 1954年6月29日 （事務取扱）     | 宮下明義                 | 検事（東京高等検察庁）   | 局長空位の間、法務省入国管理局次長として法務省入国管理局長事務取扱 | 局長空位の間、法務省入国管理局次長として法務省入国管理局長事務取扱                   |
| 1954年8月17日                  | 内田藤雄                 | 法務事務官               | 外務大臣官房審議室                                                 | 外務省移住局長                                                                       |
| 1957年3月22日                  | 伊關佑二郎               | 法務事務官               | 在香港日本国総領事館                                               | 外務省移住局長                                                                       |
| 1958年5月10日                  | 勝野康助                 | 法務事務官               | 外務大臣官房外務審議官                                             | 外務大臣官房審議官→在セイロン特命全権大使                                            |
| 1960年1月5日                   | 高瀬侍郎                 | 法務事務官               | 外務大臣官房審議官                                                 | 在セイロン特命全権大使                                                               |
| 1962年7月24日                  | 小川清四郎               | 法務事務官               | 特命全権公使（待命）                                               | 外務大臣官房審議官→在ヴァチカン特命全権大使                                          |
| 1964年10月27日                 | 八木正男                 | 法務事務官               | 在イラク特命全権大使→待命無職（3日間）                             | 外務大臣官房審議官→在ハンガリー特命全権大使                                          |
| 1966年11月15日                 | 中川進                   | 法務事務官               | 特命全権公使（待命）                                               | 外務大臣官房審議官→在ユーゴースラヴィア特命全権大使                                  |
| 1969年8月22日                  | 吉田健三                 | 法務事務官               | 特命全権大使（待命）                                               | 外務省アジア局長                                                                     |
| 1972年1月18日                  | 吉岡章                   | 法務事務官               | 在ホノルル日本国総領事館総領事                                     | 外務大臣官房審議官→在スリ・ランカ特命全権大使                                        |
| 1973年10月9日                  | 影井梅夫                 | 法務事務官               | 外務大臣官房審議官                                                 | 外務大臣官房審議官→在ニュー・ジーランド特命全権大使                                  |
| 1976年7月13日                  | 吉田長雄                 | 法務事務官               | 在シドニー日本国総領事館総領事                                     | 外務大臣官房審議官→在イスラエル特命全権大使                                          |
| 1978年11月7日                  | 小杉照夫                 | 法務事務官               | 在プレトリア日本国総領事館総領事                                   | 外務大臣官房審議官→在ケニア特命全権大使                                              |
| 1981年1月13日                  | 大鷹弘                   | 法務事務官               | 在フィジー兼トンガ兼ナウル特命全権大使                             | 外務大臣官房審議官→在スリ・ランカ特命全権大使                                        |
| 1983年1月18日                  | 田中常雄                 | 法務事務官               | 在ロス・アンジェルス日本国総領事館総領事                           | 外務大臣官房→在ギリシャ特命全権大使                                                  |
| 1985年1月28日                  | 小林俊二                 | 法務事務官               | 在バングラデシュ特命全権大使                                       | 外務大臣官房→在パキスタン特命全権大使                                                |
| 1987年10月6日                  | 熊谷直博                 | 法務事務官               | 在アメリカ合衆国特命全権公使                                       | 外務大臣官房→在ケニア特命全権大使                                                    |
| 1989年1月6日                   | 股野景親                 | 法務事務官               | 在ヴィエトナム特命全権大使                                         | 外務大臣官房→公正取引委員会委員                                                      |
| 1991年11月8日                  | 高橋雅二                 | 法務事務官               | 在ホノルル日本国総領事館総領事                                     | 外務大臣官房→国際協力事業団理事                                                      |
| 1993年10月15日                 | 塚田千裕                 | 法務事務官               | 在コロンビア特命全権大使                                           | 在ブラジル特命全権大使                                                               |
| 1995年12月15日                 | 伊集院明夫               | 法務事務官               | 特命全権大使（待命）                                               | 外務大臣官房→国際協力事業団理事                                                      |
| 1997年12月15日                 | 竹中繁雄                 | 法務事務官               | 金属鉱業事業団理事→外務大臣官房                                    | 外務大臣官房→在トルコ特命全権大使                                                    |
| 1999年8月13日                  | 町田幸雄                 | 検事（最高検察庁）       | 最高検察庁検事兼法務大臣官房付                                     | 最高検察庁総務部長（検事）→次長検事                                                  |
| 2000年12月19日                 | 中尾巧                   | 検事（最高検察庁）       | 金沢地方検察庁検事正                                               | 大阪高等検察庁次席検事→大阪高等検察庁検事長                                          |
| 2002年8月1日                   | 増田暢也                 | 検事（最高検察庁）       | 最高検察庁検事                                                     | 最高検察庁公判部長（検事）→仙台高等検察庁検事長                                      |
| 2004年9月10日                  | 三浦正晴                 | 検事（最高検察庁）       | 那覇地方検察庁検事正兼福岡高等検察庁那覇支部長                     | 最高検察庁検事→大阪高等検察庁次席検事→福岡高等検察庁検事長                           |
| 2006年6月30日                  | 稲見敏夫                 | 法務事務官               | 法務省大臣官房審議官（入国管理局担当）                             | 退職                                                                                 |
| 2008年7月18日                  | 西川克行                 | 検事（最高検察庁）       | 最高検察庁検事法務省保護局長                                       | 最高検察庁検事法務省刑事局長→検事総長                                                |
| 2009年7月14日                  | 田内正宏                 | 検事（最高検察庁）       | 名古屋高等検察庁次席検事                                           | 最高検察庁公安部長→東京高等検察庁検事長→在ノルウェー特命全権大使                     |
| 2010年12月27日                 | 髙宅茂                   | 法務事務官               | 東京入国管理局長                                                   | 退職→日本大学教授                                                                    |
| 2013年4月1日                   | 榊原一夫                 | 検事（最高検察庁）       | 最高検察庁検事                                                     | 大阪高検次席検事兼法務総合研究所大阪支所長→大阪地方検察庁検事正→福岡高等検察庁検事長 |
| 2014年7月18日                  | 井上宏                   | 検事（最高検察庁）       | 最高検察庁検事                                                     | 最高検察庁検事→名古屋地方検察庁検事正→札幌高等検察庁検事長                           |
| 2017年1月17日                  | 和田雅樹                 | 検事（最高検察庁）       | 最高検察庁検事                                                     | 最高検察庁公判部長→公安調査庁長官                                                    |
| 2019年1月18日                  | 佐々木聖子               | 法務事務官               | 法務省大臣官房審議官 (入国管理局担当)                              | 出入国在留管理庁長官                                                                 |
| 出入国在留管理庁長官（法務省） |                          |                          |                                                                    |                                                                                      |
| 2019年4月1日                   | 佐々木聖子               | 法務事務官               | 法務省入国管理局長                                                 | 退職                                                                                 |
| 2022年8月2日                   | 菊池浩                   | 検事（最高検察庁）       | 検事（最高検察庁）                                                 | 名古屋高等検察庁検事長                                                               |
| 2024年7月9日                   | 丸山秀治                 | 法務事務官               | 出入国在留管理庁次長                                               |                                                                                      |
|                                |                          |                          |                                                                    |                                                                                      |

## 幹部名簿
出入国在留管理庁の幹部職員は以下のとおりである。
- 長官 : 丸山秀治
- 次長 : 内藤惣一郎
- 審議官 : 加藤経将
- 審議官 : 君塚宏
- 出入国管理部長 : 礒部哲郎
- 在留管理支援部長 : 福原申子

## 関連紛争・諸問題

### 概観
入国外国人に対する難民認定のあり方や長期収容の厳格な措置等に対して、国連その他から国際法に違反して人権侵害であるという批判・指摘がされている。2021年3月に発生したスリランカ人女性の死亡事件（ウィシュマさん死亡事件）を受けて、同年8月20日に当時の法務大臣上川陽子は出入国在留管理庁（以下、入管庁）に改革推進プロジェクトチームを設置し、必要な措置を講じる方針を示した。
一方、2010年に起きた大阪市での中国人生活保護集団申請問題にみるように、自活能力等を求める入管法の趣旨を逸脱した入国審査の抜け道の実態が浮き彫りにもなっている。
また、第4次安倍第1次改造内閣時代の2019年4月から入管法及び法務省設置法の一部が改正され、人手不足の業界で技能を有する外国人向けに「特定技能」という新たな在留資格が設けられた。在留上限が5年等とあくまで従来からの「（安い）労働力」の範疇としての扱いながら、事実上の「移民法」ともいわれている（こちらも参照）。

### 難民認定
日本では難民申請が受け入れられにくく、2016年に難民認定申請を行った者は10,901人でこのうち申請が認められたのは28人、在留資格を得た者と合わせても125人となっており、申請者のわずか1%に過ぎない。
2005年1月、UNHCRから難民と認定されたトルコ国籍のクルド人父子が、日本の裁判所で難民不認定とされた上で、仮放免の更新に出頭した際に収容・強制送還された。UNHCRが認定した難民を加盟国が送還した初の事例であり、国際的にも問題視された。法務省はUNHCRに事前連絡をせず、送還の正当性を国内判決や申請歴に基づくとしていたが、ノン・ルフールマン原則（迫害を受ける危険性のある領域に人を送り返すこと）や守秘義務違反の批判を受けた。入管当局がクルド人申請者の個人情報をトルコ側に提供していた事実や、最高裁係争中の送還も問題視された。父子はその後ニュージーランドで難民認定を受けた。（難民認定#日本も参照）
2011年、難民不認定を不服として各地の入管を相手に係争中のミャンマー人原告に対し、代理人弁護士を介さず「難民認定を再申請すれば在留特別許可（在特）を与える」などと裁判外の交渉を打診していたことが報道されている。
2023年の改正入管法では、難民申請中の強制送還停止効について、3回目の申請以降「相当の理由」が提示されなければ適用しない（つまり、強制送還されうる）とする変更が加えられた（こちらも参照）。

### 長期収容
アムネスティ・インターナショナルによると、日本の入管政策は厳格化され、社会から排除するという方向になっており、収容が長期化していると言う。また、長期収容に耐えかねた収容者がハンガーストライキを決行するケースが増加している。
2021年2月19日、長期収容の問題に対応するために「出入国管理及び難民認定法及び日本国との平和条約に基づき日本の国籍を離脱した者等の出入国管理に関する特例法の一部を改正する法律案」が閣議決定され、国会で審議されたが、「命の危険にさらされている難民が強制送還されてしまう恐れがある」などの問題を理由に見送られた。

### 仮放免者の困窮
仮放免となって施設の外に出られても、労働の対価を得ることや、国民健康保険や生活保護などの制度を利用することは認められていない。その為、仮放免者は預金を切り崩したり、知人・友人や支援者の援助に頼るしかない経済状況にあり、家を失う者もいる。2022年11月3日、国連の自由権規約人権委員会は、日本国内の人権状況について発表した総括所見の中で「Karihomensha」とローマ字で記載した上で、日本政府の対応に懸念を表明。彼らが収入を得られる機会をつくることを検討するよう求めた。

### 入管収容者の死亡事件
入管庁によれば、2007年以降で各地の入管施設で合計18人が死亡。自殺とみられるのは6人。
2017年3月に東日本入国管理センターで死亡したベトナム人男性は収容当初から体の痛みの訴え3月17日には口から泡と血を吐き失神する症状が出るも病院で治療を受けられず、21日には入管内で医師による治療を受けたが、胸部のレントゲン撮影、痛み止め、湿布剤が出されるにとどまった。24日も朝から痛みを訴えたが治療は受けられず、夜になると男性から反応がなくなり、男性が倒れていることに気づいた職員がAEDによる蘇生を行った。25日午前1時になってようやく救急車が到着し救急隊員により心肺蘇生が行われたが、すぐに死亡が確認された。2017年5月には環境改善の要望書を東京入管に提出するも入管側が受け取りを拒否したことに端を発し東京入管や名古屋入管の収容者約100人によるハンガーストライキが行われた。
2017年9月、2014年3月に東日本入国管理センターに収容されていたカメルーン人男性が7時間以上苦しんだ末に死亡した件に関し、カメルーン在住の男性の母親が国と当時のセンター所長を相手取り1000万円の損害賠償を求めて提訴した。提訴から5年が経過した2022年9月16日、水戸地方裁判所は入管施設側の注意義務違反を認め、国に165万円の賠償を命じた。
2019年6月には、長崎県大村市の大村入国管理センターに3年近く収容されていた40代のナイジェリア人男性が死亡した。
こういった現状に対し法務省は2010年から収容施設の運営を監視する機関として入国者収容所等視察委員会を設けており、前述のスリランカ人男性のケース等に収容所の対応が不適切だったとの判断を下している。また、支援団体等から国に対して再三改善要求が出されているが、なかなか改善が進んでいないのが実態である。
国連の自由権規約人権委員会は2022年11月3日、2017年から2021年の間に3人の収容者が死亡したことに関して「施設内の医療状態が劣悪だという憂慮すべき報告がある」と懸念を示し、適切な医療へのアクセスなど、施設内の対応の改善を図るよう勧告した。
2022年11月18日、東京出入国在留管理局に収容されていた50代のイタリア人男性が自殺した。男性は2005年に来日し、2008年に日本人女性と結婚、東京都福生市内のアパートで暮らしていた。しかし、2018年頃に心療内科で「妄想性パーソナリティ障害の疑い」と診断され、近隣住民によればその頃から妻の姿を見なくなったという。診察した医師はイタリア語に堪能であり、イタリア大使館からの依頼による診察だった。そして2020年頃に在留資格を失い、仮放免者となった。その後は多摩川の河川敷の橋の下でホームレスとして暮らしていたが、仮放免許可が取り消され、2022年10月25日から入管施設に収容されていた。イタリア大使館はこの男性の精神状態について情報提供し、適切な対処を求めていたとされているが、入管庁は情報提供の有無を明らかにしていない。

#### 名古屋入管のスリランカ人女性死亡事件
2021年3月6日、名古屋出入国在留管理局の施設に収容されていたスリランカ人女性のラスナヤケ・リヤナゲ・ウィシュマ・サンダマリが健康上の理由で仮放免や外部病院での治療を求めていたが認められず、病状が悪化し死亡した。これを受けて、名古屋出入国在留管理局の局長と次長が訓告、幹部の2人が厳重注意の処分となった。
同年8月12日、ウィシュマが映った施設内の監視カメラ映像をウィシュマの遺族に開示。映像を見た後、遺族は東京都内で記者会見を開き、「動物のように扱われていた」などと述べた。
2023年4月、ウィシュマ遺族の弁護団は、入管施設収容中に体調不良を訴え死亡する直前の女性の様子が映っている監視カメラ映像の一部を公開した。

### 外国人向け相談の充実化・ワンストップ化
外国人が日本で生活する中で直面する多様な悩みなどに対し、いわゆるワン・ストップ・サービスの一環として、出入国在留管理庁と地方自治体を中心とする複数の機関がITも活用して連携し、相談窓口の一本化が進められている。しかし、先進的とされる地域でも人材不足が深刻なほか、自治体による「ワンストップ型相談センター」の設置自体も予定通りには広がっていない。

### その他諸問題
- 1997年12月に入国管理局長に就任した竹中繁雄の任期中、通達により在日外国人の一般永住資格を付与するための許可要件を、在留年限20年以上→10年以上に短縮するガイドラインに改定した[注 2]。
- 各局等の不祥事や諸問題については、東京出入国在留管理局#不祥事など各地方入管局等の当該項目を参照。